# آرتمی آیوازیان
آرتمی (هاروتیون) سرگئی آیوازیان (ارمنی: Արտեմի Սերգեյի Այվազյան؛ انگلیسی: Artemi (Harutyun) Ayvazyan ۲۶ ژوئن ۱۹۰۲ – ۱۴ نوامبر ۱۹۷۵) یک رهبر ارکستر و آهنگساز اهل ارمنستان بود. وی بنیانگذار ارکستر جاز دولتی ارمنستان است.

## زندگی‌نامه
وی در ۹ ژوئیه [سبک قدیمی: ۲۶ ژوئن] ۱۹۰۲ در باکو به دنیا آمد و از کنسرواتوار دولتی وانو ساراجیشویلی تفلیس و کنسرواتوار دولتی چایکوفسکی مسکو فارغ‌التحصیل شد. وی همچنین برندهٔ جوایزی هنرمند مردمی ارمنستان شوروی (۱۹۶۲) همچون شده‌است. وی در ۱۴ نوامبر ۱۹۷۵ در سن ۷۳ سالگی در ایروان درگذشت.

## گزیده فیلمشناسی
- ۱۹۳۹ - کشیش و بز، پویانمایی
- ۱۹۵۷ - قلب مادر
- ۱۹۵۸ - What's All the Noise of the River About?
- ۱۹۶۰ - شعری دربارهٔ ارمنستان، مستند
- ۱۹۶۱ - پیش از صبحگاه
- ۱۹۶۷ - آلکساندر میاسنیکیان، مستند
- ۱۹۶۷ - سورن اسپانداریان، مستند

## نگارخانه

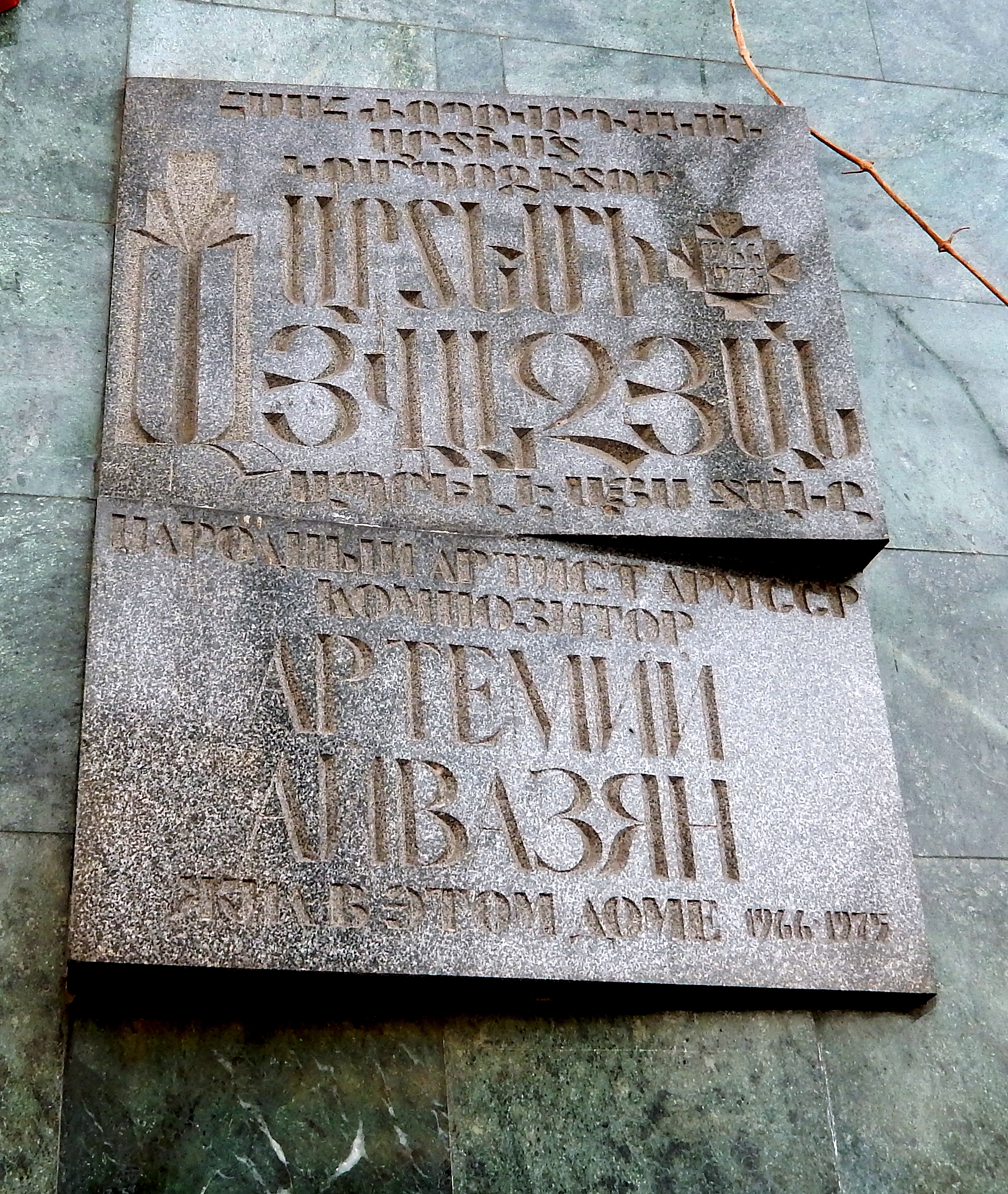